# Бархатница бризеида
Бархатница бризеида (Chazara briseis) — дневная бабочка представитель рода Chazara в составе семейства бархатниц.

## Этимология названия
Бризеида (греческая мифология) — дочь царя лелегов Бризея; после разорения её родного города, гибели мужа и братьев — пленница Ахилла, а позднее — Агамемнона.

## Описание

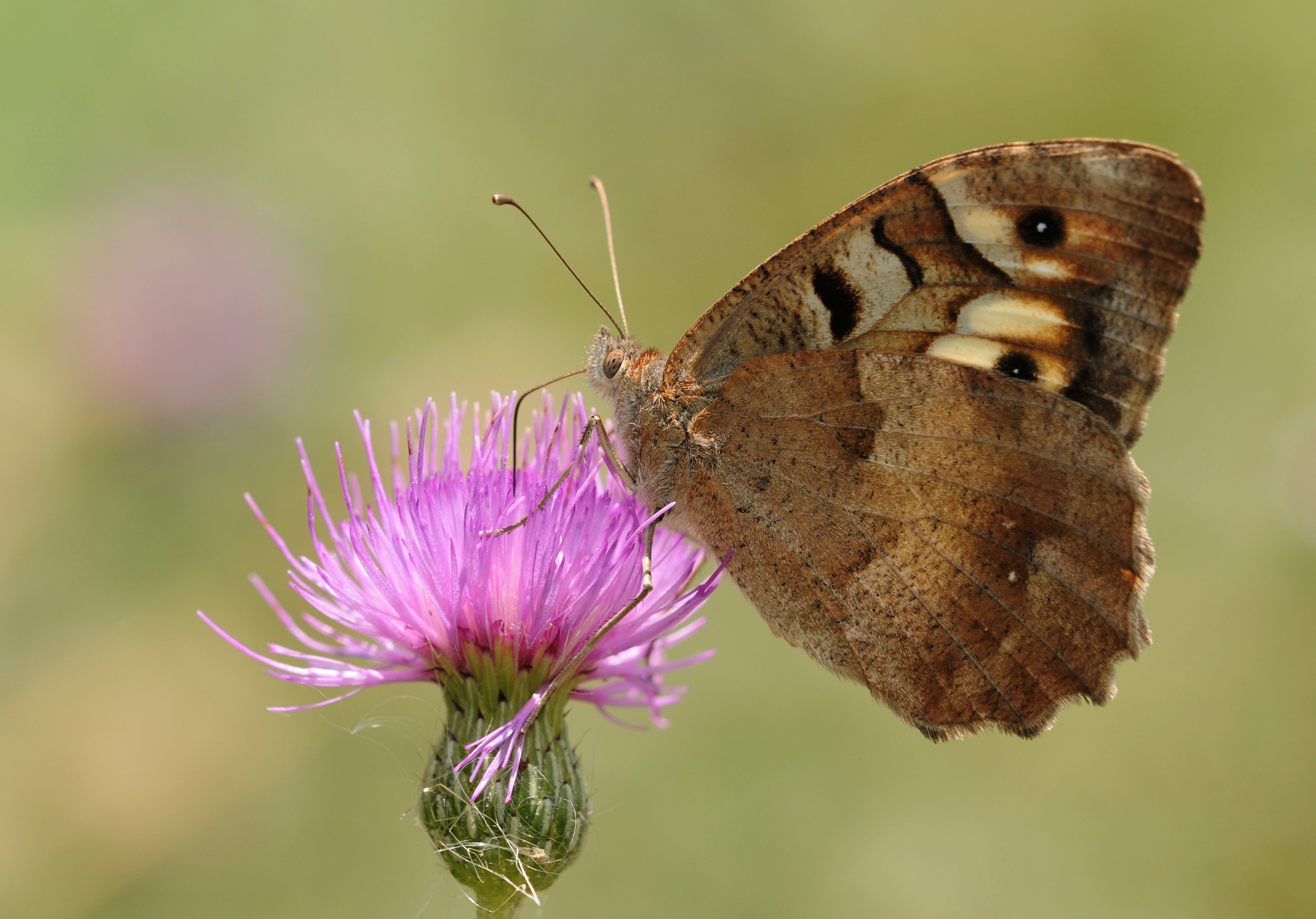

Длина переднего крыла 24—37 мм. Размах крыльев 45—65 мм. Верхняя сторона крыльев черновато-коричневая с большими белыми пятнами на передних крыльях, а также с широкой белой перевязью на задних крыльях. На передних крыльях сверху и снизу имеется два чётко выраженных черных «глазка». Нижняя сторона заднего крыла светло-серая, у корня крыла имеется два угловатых коричневых пятна, а на внешнем поле проходит извилистая коричневая перевязь.
Довольно изменчивый вид: вариабельными является ширина и интенсивность белой перевязи на крыльях. По направлению к югу ареала у особей вида увеличивается ширина перевязи, особенно на задних крыльях.

## Ареал и местообитания
Северо-западная Африка, Южная, Центральная и Юго-восточная Европа, Кавказ и Закавказье, Передняя и Центральная Азия, Казахстан, Южный Урал, юг Западной Сибири, Алтай, Западный Китай.
Вид распространен в степях и полупустынях юга Восточной Европы. Редко и весьма локально вид встречается в Словакии. Встречается степях юга Украины. В Крыму отмечен на мысе Казантип, мысе Китень, мысе Чаганы, мысе Херсонес, вблизи села Оленевка.
Существующие старые указания о находках вида на востоке Беларуси (Могилевская область), в лесной и лесостепной зонах Украины (Волынская, Львовская, Черкасская, Харьковская области), в Липецкой и Кировской областях России, видимо представлены мигрантными особями.
Населяет степи различных типов, остепненные склоны экспозиций в предгорьях Карпат на высотах до 700 м над ур. м., а на Кавказе поднимается в горы на высоты до 1800 м над ур. м. Также населяет склоны балок и оврагов, антропогенные участки (обочины дорог, пастбища, реже — агроценозы), каменистые полупустыни. На Кавказе населяет открытые каменистые степи и луговые степи, дубовые и сосновые редколесья на высотах от 100 до 2700 м н.у.м.

## Биология
Развивается за год в одном поколении. Время лёта бабочек приходится на конец июня — начало сентября. Бабочки часто сидят на голой земле, различных каменных сооружениях и каменистых осыпях. Иногда привлекаются перезревшими фруктами. Самки откладывают после спаривания яйца единично на сухие стебли трав, поверхностный слой подстилки. Стадия яйца длится около 2 недель. После входа из яйца гусеница съедает его оболочку, и не питаясь, уходит на зимовку. Кормовые растения гусениц — различные злаковые: коротконожка, кострец прямой, овсяница овечья, мятлик луговой, сеслерия голубая. Окукливание гусениц происходит в мае-июне на почве в укрытиях среди растительных остатков или под корнями растений.